# 盖雷区
盖雷区（法語：Arrondissement de Guéret）是法国克勒兹省所辖的一个区。总面积2736.7平方公里，总人口74277，人口密度27人/平方公里（2017年）。主要城镇为盖雷。

## 辖区
盖雷区辖有127个市镇。